# Леонтий (Энглистриотис)
Епископ Леонтий Энглистриотис (греч. Επίσκοπος Λεόντιος Ενγκληστριώτης; 7 августа 1946, Агиос Эрмолаос, район Киринея, Британский Кипр) — епископ Кипрской православной церкви, хорепископ Хитронский. Настоятель монастыря святого Неофита.

## Биография
По завершении в 1958 году начального образования был принят послушником в Монастырь святого Неофита. После трёхлетнего испытания в монастыре поступил в гимназию Пафоса.
В 1967 году окончил гимназию в Пафосе. В том же году был рукоположён в сан диакона и в течение пяти лет нёс послушание благочинного обители.
В 1972 году поступил на богословский факультет Афинского университета, по окончании которого в 1976 году был рукоположён во пресвитера и возведён в сан архимандрита архиепископом Кипрским Макарием III.
После избрания настоятеля монастыря архимандрита Хризостома (Димитриу) на Пафскую митрополичью кафедру в феврале 1978 года архимандрит Леонтий был единогласно избран новым настоятелем обители. Поставление в игумена состоялось 5 марта 1978 года в присутствии архиепископа Кипрского Хризостома I.
Начало игуменства Леонтия отмечено принятием действующего и сегодня Внутреннего Устава монастыря, утверждённого Архиепископом Хризостомом I посланием от 23 июля 1980 года. Большая часть игуменства Леонтия была ушла на заботы об обновлении зданий и использовании земельной собственности монастыря. Одновременно, амбициозная программа реставрации древних реликвий, рукописей и икон поглотила большую часть доходов.
Это усилие продемонстрировать культурное богатство монастыря, как по церковным так и по национальным причинам, привело игуменский совет монастыря к трём ключевым решениям. Во первых, в начале 1980-х часть сельскохозяйственных земель была переведена в городские, со строительством здания офиса в Пафосе, сдача в аренду промышленных отрезков земли в Анатоликосе и разбивки на участки под продажу земли вокруг и за пределами лощины, где находится монастырь.
По мере постепенного увеличения доходов монастыря можно уже было осуществить культурные проекты. Игуменский совет приступил в начале 1990-х к трансформации большой площади зданий монастыря в церковную ризницу и музей. Там каждый посетитель смог увидеть сокровища отреставрированных реликвий и икон монастыря. В продолжение игуменский совет приступил к обновлению гостевых комнат на том же с музеем этаже, создав современные пространства с эстетической планировкой.
В 2000-е годы были разработаны проекты и были материализованы две современные стоянки для многочисленных посетителей. Был предусмотрен буфет, санитарные помещения и два магазина туристических и традиционных предметов. В тот же период была усилена, личной заботой игумена Леонтия, попытка рассадки деревьев и создания зоны зелени в окружающего пространства монастыря.
22 мая 2007 года Священным Синодом Кипрской Православной Церкви архимандрит Леонтий был избран хорепископом просиявшей некогда в древности Хитронской епископии с оставление в должности игумена Монастыря святого Неофита.
24 июня того же года в главном соборе Неофитовского монастыря состоялись его архиерейская хиротония и возведение на кафедру, которые возглавил архиепископ Кипрский Хризостом II.